# Lester R. Brown
Lester Russell Brown, né le 28 mars 1934, est un agroéconomiste et analyste environnemental américain. Pionnier des recherches sur le développement durable, il a été l'un des premiers, et des plus prolifiques, à écrire sur les problèmes liés à l'écologie.
Il est le fondateur de l'institut Worldwatch ainsi que du Earth Policy Institute, organisation non gouvernementale basée à Washington D.C., dont il est actuellement le président.
Avec des publications traduites dans plus de quarante langues, il est l'un des auteurs-essayistes les plus largement diffusés dans le monde. Lester R. Brown a d'ailleurs été décrit par le Washington Post comme étant « l'un des penseurs les plus influents de notre époque ».
Jean-Louis Borloo, ministre français de l'Écologie, du Développement et de l'Aménagement durables, reconnaît explicitement que Lester R. Brown est l'une des principales sources d'inspiration des travaux du Grenelle de l'Environnement.

## Biographie
Lester R. Brown fut d'abord agriculteur, cultivateur de tomates avec ses frères plus jeunes, et alors qu'il était encore écolier puis étudiant à l'université. Il obtient un diplôme en agronomie à l'Université Rutgers en 1955, puis il passe six mois en Inde où il se familiarise avec les problèmes d'alimentation. En 1959 il est analyste en agriculture internationale au ministère américain de l'Agriculture. Il obtient ensuite des diplômes en économie agricole à l'université du Maryland, et en administration publique à Harvard.
En 1966, le gouvernement américain le nomme administrateur du Service du développement agricole à l'étranger. En 1969, il quitte le gouvernement pour fonder le Overseas Development Council. En 1974 avec le soutien de la fondation Rockefeller, Lester Brown fonde l'institut Worldwatch, le premier institut voué à l'analyse des questions d'environnement mondial.
En 1984, le Worldwatch lance une publication annuelle, l'état de la planète ; René Dumont en préface la première traduction française.

## Principaux ouvrages et idées développées
Bien qu'il ait écrit plus de vingt ouvrages, Lester Brown est connu principalement pour ses livres Plan B 2.0: Rescuing a Planet Under Stress and a Civilization in Trouble (Sauvetage d'une planète sous pression et d'une Civilisation en crise) et Eco-économie : une autre croissance est possible, écologique et durable.
Dans ce dernier ouvrage, il affirme que nous avons aujourd'hui besoin, dans notre conception du monde, d'un bouleversement analogue à celui de la révolution copernicienne, dans la façon dont nous envisageons la relation entre la planète et l'économie : « Cette fois-ci, la question n'est pas de savoir quelle sphère céleste tourne autour de l'autre, mais de décider si l'environnement est une partie de l'économie ou l'économie une partie de l'environnement. » Selon lui, « la conception des économistes brouille nos efforts de compréhension du monde. Elle a créé une économie qui n'est pas en phase avec l'écosystème dont elle dépend. » Il poursuit en soutenant que « la théorie économique et les indicateurs économiques n'expliquent pas comment l'économie perturbe et détruit les systèmes naturels de la planète ». Il explique que lorsque l'observation ne soutient plus la théorie, il est temps de changer de théorie, ce que l'historien des sciences Thomas Kuhn appelle un changement de paradigme dans la Structure des révolutions scientifiques.

### Ouvrages en anglais
- Man, Land and Food (1963)
- Increasing World Food Output (1965)
- Seeds of Change (1970)
- Man and His Environment: Food (with Gail Finsterbusch) (1972)
- World Without Borders (1972)
- In the Human Interest (1974)
- By Bread Alone (with Erik Eckholm) (1974)
- The Twenty-Ninth Day (1978)
- Running on Empty (with Colin Norman & Christopher Flavin) (1979)
- Building a Sustainable Society (1981)
- State of the World (with others) (1984-2001)
- Vital Signs (with others) (1992-2001)
- Eko Keizai Kakumei: Environmental Trends Reshaping The Global Economy (1998) (in Japanese)
- Saving the Planet: How to Shape an Environmentally Sustainable Global Economy (1992)
- Full House: Reassessing the Earth's Population Carrying Capacity (1995)
- Who Will Feed China?: Wake-Up Call for a Small Planet (1995)
- Tough Choices: Facing the Challenge of Food Scarcity (1996)
- Beyond Malthus: Nineteen Dimensions of the Population Challenge (with Gary Gardner and Brian Halweil) (1999)
- Eco-Economy: Building an Economy for the Earth (2001)
- Plan B: Rescuing a Planet Under Stress and a Civilization in Trouble (2003)
- Outgrowing the Earth: The Food Security Challenge in an Age of Falling Water Tables and Rising Temperatures (2004)
- (en) Plan B 2.0: Rescuing a Planet Under Stress and a Civilization in Trouble (2006).(en) Lecture en ligne ou à télécharger
- (en) Plan B 3.0: Mobilizing to Save Civilization (2008) Lecture possible en ligne
- (en) Plan B 4.0: Mobilizing to Save Civilization (2009) Lecture possible en ligne
- (en) World on the Edge : How to Prevent Environmental and Economic Collapse (2010) Lecture possible en ligne

### Ouvrages traduits en français
- Le plan B : Pour un pacte écologique mondial [« Plan B 2.0: Rescuing a Planet Under Stress and a Civilization in Trouble »]  (trad. de l'anglais), Paris/Saint-Martin d'Uriage, Calmann-Lévy et Souffle court éditions, 2007, 415 p. (ISBN 978-2-7021-3858-8)
- Basculement : Comment éviter l'effondrement économique et environnemental [« World on the Edge : How to Prevent Environmental and Economic Collapse »]  (trad. de l'anglais), Bernin/Paris, Souffle court et Rue de l'échiquier, 2011, 320 p. (ISBN 978-2-917770-33-7)
- Eco-économie : Une autre croissance est possible, écologique et durable [« Eco-Economy: Building an Economy for the Earth »], Seuil, 2003, 437 p. (ISBN 978-2-02-057359-7)